# دان أ. كيليان
دان أ. كيليان (بالإنجليزية: Dan A. Killian)‏ هو مدير فني أمريكي، ولد في 5 فبراير 1880 في ألغن في الولايات المتحدة، وتوفي في 15 يناير 1953 في لانسنغ في الولايات المتحدة.